# Bandits de Vancouver
Maillots
Dernière mise à jour : 18 octobre 2019.
Les Bandits de Vancouver (en anglais : Vancouver Bandits) sont une équipe professionnelle de basket-ball de la LECB basée à Abbotsford, en Colombie-Britannique.

## Histoire
L'équipe des Bandits de la Vallée du Fraser a été annoncé pour la première fois dans le cadre de la Ligue élite canadienne de basketball  (CEBL) en novembre 2017. Le 16 juillet 2018, la CEBL a dévoilé sa sixième équipe inaugurale, les Bandits de la Vallée du Fraser, le logo représentant un renard rouge portant un masque de bandit.
L’équipe a commencé à jouer lors de la saison 2019 du CEBL à l'Abbotsford Centre. Le 27 juin 2019, les Bandits ont défait les Rattlers de la Saskatchewan pour leur première victoire de l’histoire dans l'histoire de la franchise. Lors de leur campagne inaugurale, les Bandits ont terminé avec 4 victoires et 16 défaites et ne se sont pas qualifiés pour les séries éliminatoires.
En 2020, les Bandits ont terminé la saison régulière avec 4 victoires et 2 défaites et ont accédé aux séries éliminatoires du CEBL. Ils se sont finalement inclinés face aux Stingers d'Edmonton en finale sur le score de 90 à 73.
Au cours de la saison 2021, les Bandits ont terminé la saison avec un bilan de 7 victoires et 7 défaites et ont obtenu une place en séries éliminatoires. Après avoir battu les Nighthawks de Guelph en quart de finale, les Bandits ont perdu en demi-finale contre les River Lions de Niagara (82 à 84).
Le 23 septembre 2021, les Bandits ont annoncé que le Langley Events Centre, dans la banlieue de Vancouver, serait leur domicile pour la prochaine saison, qui commence en mai 2022.
En septembre 2022, les Bandits sont rachetés par deux chefs d'entreprise de Vancouver, Kevin Dhaliwal et Bryan Slusarchuk et sont rebaptisés à partir de la saison 2023 : Bandits de Vancouver.